# 長町副都心

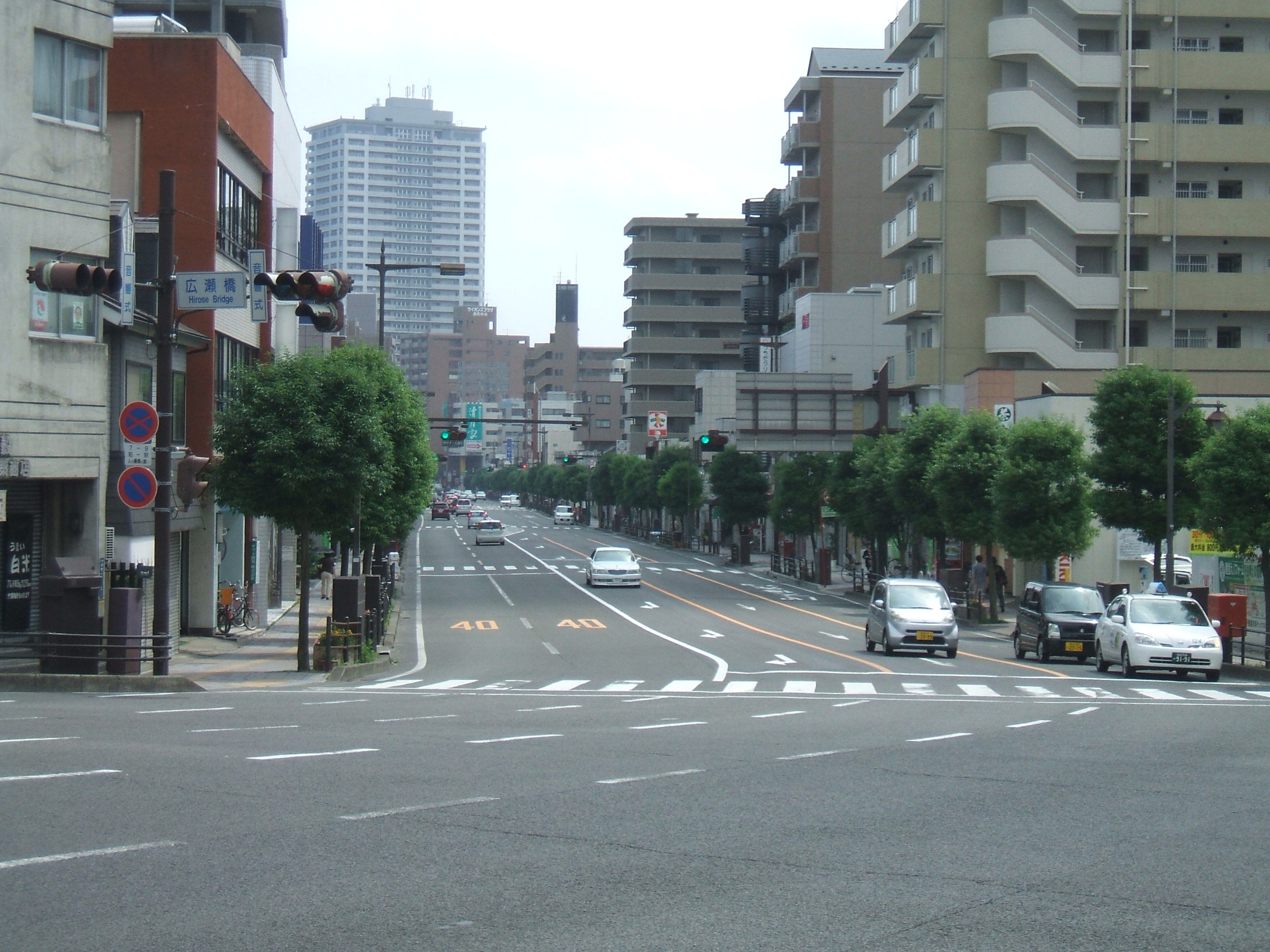
広瀬橋交差点から市道原町広岡線を南へ望む。旧長町宿にあたる地区

長町副都心（ながまちふくとしん）とは、宮城県仙台市において設定されていた副都心の1つである。仙台市の市域拡大と政令指定都市への移行に関連して、一点集中型から多核型の都市構造への転換を目的として、石井亨の市政下で提唱された。この都市構造では都心の他に、東西南北に4つの副都心が設定され、長町副都心は南の副都心に当たった。2021年（令和3年）に策定された仙台市の都市計画では、「長町地区」が泉中央地区と共に広域拠点とされている。

## 定義
仙台市による長町副都心の定義は、
- 長町商店街
市道原町広岡線[4][5]（旧奥州街道・旧国道4号）沿道で、地下鉄長町一丁目駅から地下鉄・JR長町駅までの区間。江戸時代の長町宿から続く商店街。
- あすと長町
仙台市と都市再生機構とが土地区画整理事業をしている長町駅貨物ヤード（長町機関区）跡地。地下鉄長町一丁目駅からJR太子堂駅までの区間。多賀城以前の陸奥国府と見られる郡山遺跡、および、当時の東北地方最大級の環濠集落である長町駅東遺跡[6]がある。2014年11月1日、仙台市立病院が移転開院した。
- 太白区役所周辺
地下鉄長町南駅、太白区役所、ザ・モール仙台長町などを核とするエリア。

以上3つの地域を包含するT字型の地域だった。

## 地名

### 長町
1丁目から8丁目まで存在する。
- 地下鉄南北線長町一丁目駅（1丁目）
- エフエムたいはく（3丁目）
- 蛸薬師（4丁目）
- JR長町駅（5丁目）
- 地下鉄南北線長町駅（5丁目）
- たいはっくる本館（5丁目）
- ライオンズタワー仙台長町（5丁目）
- 仙台南警察署（6丁目）
- 仙台南郵便局（7丁目）
- ザ・モール仙台長町（7丁目）
- ザ・モール仙台長町PartII（7丁目）
- ララガーデン長町（7丁目）

### 長町南
1丁目から4丁目まで存在する。
- 太白区役所（3丁目）
- 地下鉄南北線長町南駅（3丁目）
- 地底の森ミュージアム（4丁目）

### あすと長町
1丁目から4丁目まで存在する。
- 仙台市立病院（1丁目）
- ゼビオアリーナ仙台（1丁目）
- HALEOドーム（1丁目）
- 東日本放送（1丁目）
- イケア仙台（2丁目）
- 仙台PIT（2丁目）

## 交通
- 仙台市地下鉄南北線・長町一丁目駅（北緯38度14分2.7秒 東経140度53分14.6秒 / 北緯38.234083度 東経140.887389度）、長町駅（北緯38度13分41.9秒 東経140度53分5.5秒 / 北緯38.228306度 東経140.884861度）、長町南駅（北緯38度13分28.7秒 東経140度52分35秒 / 北緯38.224639度 東経140.87639度）
- JR東北本線・長町駅（北緯38度13分37.3秒 東経140度53分7.9秒 / 北緯38.227028度 東経140.885528度）、太子堂駅（北緯38度13分4.2秒 東経140度52分59.9秒 / 北緯38.217833度 東経140.883306度）
- 仙台市営バス
- 宮城交通（バス）
  - 長町ループバス（愛称：ながまちくん）
- 仙台南部道路・長町IC、または、東北自動車道・仙台南IC
- 国道4号
- 国道286号

### 駅の利用状況
年度別一日平均乗車人員の推移（単位：人/日）

### あすと長町大通り線
国道4号のあすと長町地区を貫く区間。2007年5月12日開通。
かつて、国道4号は太子堂駅付近に存在した跨線橋で東北本線を渡り、長町駅前交差点、広瀬橋を経由したルートをとっていたが、この区間開通後の2008年4月1日からこちらにルート変更がなされた。また、これと同時に国道286号もルート変更がなされた。
幅員40～50m、片側3車線。2015年4月1日より宮城県道273号仙台名取線へ降格。